# Kanton Hautefort
Kanton Hautefort (francouzsky Canton de Hautefort) je francouzský kanton v departementu Dordogne v regionu Akvitánie. Tvoří ho 13 obcí.

## Obce kantonu
- Badefols-d'Ans
- Boisseuilh
- La Chapelle-Saint-Jean
- Cherveix-Cubas
- Chourgnac
- Coubjours
- Granges-d'Ans
- Hautefort
- Nailhac
- Sainte-Eulalie-d'Ans
- Teillots
- Temple-Laguyon
- Tourtoirac